# Richard Arce
Richard Arce Cáceres (Andahuaylas, 11 de febrero de 1975) es un ingeniero industrial, columnista y político peruano. Fue congresista de la república por el departamento de Apurímac para el periodo 2016-2019.

## Biografía
Nació en la ciudad de Andahuaylas, ubicado en el departamento de Apurímac, el 11 de febrero de 1975. Es hijo de Alejandrino Arce Ochoa y de Augusta Cáceres Rivera.
Hizo sus estudios de educación primaria en el I.E. Juan Espinoza Medrano y los secundarios en el I.E. Juan Espinoza Hedra y Juan Pablo II en su ciudad natal. Tiene un bachiller en la Universidad de Lima en Ingeniería industrial. Además, cuenta con estudios en Desarrollo y Medio Ambiente de la Universidad Católica de Lovaina, Gerencia Social, y Gobernabilidad y Gerencia Política; ambos en la Pontificia Universidad Católica del Perú.

### Trayectoria profesional
En el sector privado se desempeñó como asesor empresarial de APEMIPE Andahuaylas entre el 2000 - 2001, director ejecutivo del Centro DEA Apurímac entre el 2011 - 2013, Representante en el Perú de ACDA entre el 2004 y 2010 y Coordinador de proyecto de ARARIWA entre el 2002 y 2004. En el sector público fue consultor de la Cooperación Belga, Gobiernos Regionales y Municipios entre el 2013 - 2016.

## Trayectoria política
Se inició en la política como candidato al Gobierno Regional de Apurímac en las elecciones regionales del 2010 por el Movimiento de Integración Quechua Apurímac y en las elecciones del 2014 por el partido Unión por el Perú, ambas ocasiones sin éxito. Fue militante de UPP entre 2014 y 2015.

### Congresista
En las elecciones parlamentarias del 2016, postuló al Congreso de la República por el Frente Amplio y resultó elegido para el periodo parlamentario 2016-2021.
Terminó renunciando al Frente Amplio y desde septiembre del 2017, formó parte de la bancada Nuevo Perú. Sin embargo, terminó apartándose del movimiento tras formar alianza con el partido Perú Libre de Vladimir Cerrón. y ante la negativa de darle uno de los primeros números de la lista congresal para Lima.
El 30 de septiembre del 2019, su cargo parlamentario llegó a su fin tras la disolución del Congreso decretado por el expresidente Martín Vizcarra. Arce apoyó dicha decisión.
Para las elecciones generales del 2021, Arce se apuntó como precandidato presidencial del partido Renacimiento Unido Nacional, sin embargo, decidió renunciar a la candidatura. Luego, Arce terminó integrándose al Partido Morado liderado por Julio Guzmán y ejerció como vocero político.
Luego, para las elecciones regionales del 2022, se afilió al partido Somos Perú y decidió postular nuevamente al Gobierno Regional de Apurímac. Sin embargo, su candidatura terminó por quedar excluida de la contienda electoral.